# Resolució 1801 del Consell de Seguretat de les Nacions Unides
La Resolució 1801 del Consell de Seguretat de les Nacions Unides fou adoptada per unanimitat el 20 de febrer de 2008. Després d'examinar la situació a Somàlia el Consell va ampliar el mandat de la Missió de la Unió Africana a Somàlia (AMISOM) per un altre període de sis mesos, fins al 20 d'agost de 2008.

## Detalls
D'acord amb el Capítol VII de la Carta de les Nacions Unides, subratllant que la Missió podria adoptar totes les mesures necessàries per proporcionar seguretat a les infraestructures clau i contribuir a la creació de les condicions de seguretat necessàries per a la prestació de l'assistència humanitària. Mitjançant el text, el Consell va reafirmar la seva intenció de prendre mesures contra aquells que pretenien impedir o bloquejar un procés polític pacífic o que amenacés a les institucions federals de transició o AMISOM per la força o que actuessin perjudicar l'estabilitat a Somàlia o la regió .
El Consell també va afirmar la seva intenció de reunir immediatament, després de l'informe del Secretari General, previst per al 10 de març, que ofereixi opcions i recomanacions específiques per reforçar la capacitat de l'Oficina Política de les Nacions Unides a Somàlia (UNPOS), per donar suport a més completa implementació de AMISOM i preparar el possible desplegament d'una força de manteniment de la pau de les Nacions Unides per succeir l'AMISOM.
Destacant la contribució contínua a la pau i la seguretat de Somàlia pel bloc d'armes imposat per la resolució 733 (1992) i posteriors esmenes, el Consell exigia que tots els Estats membres hi complissin plenament. Va encoratjar als Estats membres, els vaixells i els vaixells de guerra navals que operaven en aigües internacionals i l'espai aeri de la costa de Somàlia a vigilar la pirateria i prendre les mesures adequades per protegir els enviaments mercantils, especialment pel que fa al transport de l'ajuda humanitària. Acull amb beneplàcit la contribució de França per protegir els combois navals del Programa Mundial d'Aliments (PMA) i el suport ara proporcionat per Dinamarca.
Després de la votació, el representant de Sud-àfrica va dir que la seva delegació havia votat a favor, tot i que hauria preferit que el Consell hagués ajornat la presa de decisions fins que hagi rebut l'informe sol·licitat del Secretari General. S'ha acceptat un compromís, pel qual el Consell examinarà l'assumpte immediatament després de rebre l'informe. L'informe del Secretari General proporcionaria al Consell una aproximació alternativa a la qüestió de Somàlia. El Consell ha de demostrar que també té el mandat de mantenir la pau i la seguretat internacionals aplicades a Somàlia.
Va dir que AMISOM havia estat fent un gran treball, malgrat els seus reptes de capacitat. La manca de capacitat, però, no era l'únic problema que enfrontava AMISOM. Un altre problema va ser que l'AMISOM s'havia desplegat com una missió de detingudament fins que les Nacions Unides poguessin fer-se càrrec. La comunitat internacional ha de proporcionar a AMISOM no només els recursos necessaris, sinó que també tenia l'obligació de donar suport al procés polític necessari per aportar pau i estabilitat al país.